# Lovers in Japan
Lovers in Japan – piosenka brytyjskiej formacji muzycznej Coldplay, stała się czwartym singlem z wydanego w czerwcu 2008 roku albumu Viva la Vida or Death and All His Friends. Singel został wydany 3 listopada 2008.